# Ернст Карл Вінтер
Ернст Карл Вінтер (1 вересня 1895, Відень, Австро-Угорщина — 4 лютого 1959, там же) — австрійський соціальний історик, соціолог і політик.

## Біографія
Ернст Карл Вінтер народився в віденському районі Веринг у сім'ї письменника та адвоката Ернста Вінтера (1861—1927) і письменниці Міни Вінтер-Шоттенфельд (насправді Вільгельміни Катаріни Гсур, 1867—1945).
Ще в дитинстві Вінтер вирішив піти шляхом соціально активного католика і під час навчання в гімназії приєднався до католицького молодіжного руху Антона Орела, погляди якого вплинули на перші публікації Вінтера.
З початком Першої світової війни, у жовтні 1914 року він записався добровольцем на один рік до Тірольського ландскнехту.
Незабаром Вінтер опинився в суперечності з німецькою націоналістичною ідеологією, яка домінувала в академічних колах того часу. Відповідно до католицької доктрини, він відмовився від дуелі, на яку його викликав німецький офіцер-націоналіст за занадто лояльну позицію до імператора. Таким чином, Вінтер втратив можливість продовжити офіцерську кар'єру.
У 1918 р., як переконаний легітиміст, він критикував рух суспільства в бік республіки. Влітку 1918 року Вінтер вступив на юридичний факультет Віденського університету. Він здобув докторський ступінь у 1922 році, відвідавши до цього курси лекцій Ганса Кельзена, Отмара Шпанна та Макса Адлера.
Він відвідував подальші соціологічні та історичні лекції до 1924 року.

### Антинацистський активізм
З ініціативи Вінтера, в 1927 році була створена Австрійська акція, організація, яка вперше в історії Австрії сформулювала ідею незалежної австрійської ідентичності на своїх програмно-публіцистичних засадах.
З 1930 року він очолював видавництво Gsur-Verlag, яке було єдиним австрійським видавцем, відданим безкомпромісній боротьбі з націонал-соціалізмом.
Публікації Вінтера характеризувалися його католицькою вірою, філософським платонізмом та його категоричною позицією проти націонал-соціалізму. Його праці справили значний вплив, у тому числі на соціолога Августа Марію Кнолла, на засновника Панєвропейського руху Річарда Ніколауса Графа фон Куденхове-Калергі, на публіциста Альфреда Міссонга і, ймовірно, також на філософа Еріка Фьоґеліна.
Водночас, Вінтер не зміг габілітувати свою працю, «Соціальна метафізика схоластики», зокрема через те, що Вінтер відмовлявся написати статтю для правоекстремістської «Німецько-Австрійської Щоденної газети» (DÖTZ), що було неофіційною необхідністю для дослідників на той час. Ще дві спроби габілітації також зазнали невдачі через тиск з боку.

### «Стій праворуч, а думай ліворуч»
Вінтер став відомий за свої спроби примирити християнських соціалістів та соціал-демократів задля захисту Австрії та її демократії від захоплення націонал-соціалістами. Всі роки його активної діяльності, 1927—1938, його політичне гасло було «стояти праворуч, а думати ліворуч» відоме.
Особливо палко, між квітнем 1933 і лютим 1934 року, тобто в період після ліквідації парламенту, але до лютневого повстання, Вінтер відстоював цю позицію з майже відчайдушною інтенсивністю у віденських політичних газетах, які він сам редагував, а також у соціал-демократичній газеті Arbeiter-Zeitung. Часто з закликами захистити Австрію він виступав у відкритих листах до федерального президента Вільгельма Мікласа.
У квітні 1934 року канцлер Енгельберт Дольфус призначив Вінтера третім заступником мера Відня, пішовши на поступки лівим.

### «Aktion Winter»
Офіційна історія «Aktion Winter» почалася, коли Ернст Карл Вінтер вступив на посаду заступника мера. Організаційна мета була спробою побудувати міст між лівими та правими, щоб заохотити робітників, що симпатизували соціал-демократам, взяти участь у спільному фронті проти націонал-соціалізму. Вінтер став організовувати регулярні зустрічі під назвою «вечори дискусій», на які робітників запрошували через оголошення в пресі та плакати, і де підіймалися питання прав робітників.
Хоча ці заходи викликали невдоволення багатьох прихильників авторитарного режиму, що панував в Австрії (особливо Геймверу), Вінтер мав певну протекцію з боку Дольфуса, диктатора Австрії. Все ж, робітничі вагалися, чи довіряти діям Вінтера: вони найперше хотіли побачити поступки від держави, проте представники уряду вимагали від робітників «зобов'язань перед державою», перш ніж їх надати. «Aktion Winter» марно намагалася розірвати це порочне коло.
Зі смертю Дольфуса, Вінтер втратив свого найпотужнішого захисника. У грудні 1934 року нова влада вперше конфіскувала тижневик «Die Aktion», офіційний журнал «Aktion Winter», оскільки друкований лист до редакції, як звинувачували, «підбурював до антиурядових дій». Того ж місяця «Aktion Winter» перейменували в «Австрійську Акцію Праці» (Ö. AA). «Die Aktion» примусили проходити цензуру перед випуском.
У березні 1935 року Курт Шушніг оголосив, що Ö. АА слід було інтегрувати до Вітчизняного фронту, оскільки існувала загроза зловживання керівництва Акції, а також необхідність проводити всю «просвітницьку та навчальну роботу за погодженням з губернаторами штатів». На початку квітня 1935 року була заснована «Соціальна робоча група» (SAG), яка мала представляти політичні інтереси робітників Вітчизняного фронту. Ö. АА направила своїх представників до SAG, однак після того, як у червні 1935 року дозвіл на публікацію «Aktion» відкликали, Ö. AA на знак протесту вийшла з SAG, що практично означало кінець «Aktion Winter».
24 жовтня 1936 року Вінтер був усунутий з посади заступника мера після Липневої угоди Австрії з нацистською Німеччиною.

### Втеча з Відня
За кілька днів до анексії Австрії в березні 1938 року, за порадою Ганса Кельзена Ернст Карл Вінтер втік до Швейцарії. На деякий час йому довелося залишити сім'ю.
Незабаром, за підтримки французького міністра Жозефа Поля-Бонкура, сім'я Вінтера емігрували до Франції. Звідти, за допомогою кореспондента лондонської газети Times, вони змогли поїхати до Англії. По дорозі туди вони відвідали сім'ю Габсбургів.
Сім'я Вінтера початково хотіла залишитися у Великій Британії, але тамтешній уряд не дозволив австрійському уряду у вигнанні розміститися в країні. З цієї причини та за порадою Освальда Редліха та Ганса Кельзена, Ернст Карл Вінтер вирішив емігрувати до США разом із сім'єю.

### У вигнанні
У жовтні 1938 року, родина Вінтер стала однією з перших неєврейських сімей емігрантів з Австрії, які дісталися Нью-Йорка.

#### Активізм у вигнанні
З прибуттям багатьох австрійців до Нью-Йорку, у вигнанців з'явилася традиція щонеділі збиратися в домі Вінтерсів на австрійські вечори. На початку 1939 року Ернст Карл Вінтер заснував у Нью-Йорку Австрійсько-американський центр, перший позапартійний національний комітет австрійців. Ця організація організовувала регулярні демонстрації та марші й видавала щотижневі публікації. Прихильність цієї групи до США також була дуже позитивно сприйнята Конгресом США, що покращувало становище всіх австрійців у вигнанні. Незабаром, Ернст Карл Вінтер отримав професорську посаду в Нью-Йорку.

#### Праця «Історія австрійського народу»
Під час війни Вінтер написав книгу під назвою «Історія австрійського народу», але не зміг знайти для неї видавця; рукопис надруковано лише у 2018 році. Метою була створити працю з соціальної історії, де Вінтер хотів показати чим саме австрійське населення відрізнялося від німецького: Вінтер представляє «ту форму австрійці, у якій романці, словенці та баварці стали іншим народом, який використовував німецьку мову як свою lingua franca»."
З цієї точки зору Вінтер сприймає Контрреформацію позитивно, оскільки вона відштовхнула від Австрії німецьку Реформацію. Він вважає, що під час Реформації в Австрії головна увага приділялася шлюбу священників і мирянським чашам, тобто східній церковній практиці; Завдяки слов'янському впливу в Австрії ці два реформаційні інтереси були присутні тут протягом тривалого часу (але так і не були реалізовані). Вінтер тісно пов'язує Реформацію, яка виходить за рамки цього, є більш інтелектуальною та звертається до дворянства та середнього класу, з «германізмом», який, на його думку, мав нездоровий вплив на Австрію. А тому, на його думку, «здійснення Контрреформації в Австрії слід розглядати як найбільше досягнення державної мудрості та видатну долю для її населення».

### Повернення до Австрії
Після 1945 року, Вінтера марно спробував отримати професорську посаду в університеті в Ґраці.
З березні 1946 року, він планував повернутися до Австрії — проте збутися цим планам вийшло лише в 1955 році. Тоді, він повернувся з родиною і почав викладати в Відні.
Поховано Вінтера на кладовищі Герстгофер, що в Відні.
Його син Ернст Флоріан Вінтер продовжив інтелектуальний та політичний шлях свого батька.

## Праці
- Die Sozialmetaphysik der Scholastik, 1929
- Platon. Das Soziologische in der Ideenlehre, 1930
- Rudolph IV. von Österreich, 2 Bde., 1936
- Arbeiterschaft und Staat, 1936
- Monarchie und Arbeiterschaft, 1936
- I. Seipel als dialektisches Problem, 1966.
- (Hg.): Wiener politische Blätter, 1933 ff.
- (Hg.): Wiener soziologische Studien, 1933 ff.
- Die Geschichte des österreichischen Volkes, hg. von Paul R. Tarmann. Plattform Johannes Martinek Verlag, Perchtoldsdorf 2018 (verfasst 1942–45)
- Christentum und Zivilisation, 1956
- разом з K. Kramert: St. Severin, der Heilige zwischen Ost und West. Studien zum Severinsproblem, 2 Bde., 1959 f.
- Gesammelte Werke, hgg. v. E. F. Winter, 7 Bde., 1966